# ذویزل
ذویزل (به فرانسوی: Dhuizel) یک کمون (فرانسه) در فرانسه است که در ان (ا-دو-فرانس) واقع شده‌است. ذویزل ۶٫۸۱ کیلومتر مربع مساحت دارد ۸۰ متر بالاتر از سطح دریا واقع شده‌است.